# 日朗乡
日朗乡（藏語：རི་ནང་），是中华人民共和国西藏自治区日喀则市江孜县下辖的一个乡镇级行政单位。

## 行政区划
日朗乡下辖以下地区：
卡尔村、措堆村、措麦村和纳如村。